# Bonnetina aviae
Bonnetina aviae là một loài nhện trong họ Theraphosidae.
Loài này thuộc chi Bonnetina. Bonnetina aviae được Estrada-Alvarez và Locht miêu tả năm 2011.